# Beeline
Beeline (in russo: Билайн), è un marchio di telecomunicazioni della società VimpelCom; è il terzo operatore wireless e il secondo operatore di telecomunicazioni in Russia e la sua sede si trova a Mosca.

## Storia
La compagnia Vimpel-Communications (VimpelCom) è stata fondata nel 1992 e inizialmente gestiva la rete AMPS/D-AMPS nell'area di Mosca.
Nel 1993 nasce il marchio Beeline.
Nel 1996 è diventata la prima società russa quotata alla Borsa di New York (NYSE: VIP).
Nel 1997 la società ha avviato il roll-out della rete GSM e nel 2001 ha avviato le reti GSM in tutte le regioni della Russia, aumentando gradualmente la propria presenza regionale nella maggior parte del territorio russo.
Nel novembre 2005, la compagnia ha acquisito il 100% di Ukrainian RadioSystems, un operatore GSM ucraino marginale che operava con i marchi Wellcom e Mobi.
L'attuale portafoglio di licenze della società (luglio 2008) copre un territorio in cui risiede il 97% della popolazione russa, nonché il 100% del territorio di Kazakistan, Ucraina, Uzbekistan, Tagikistan, Georgia e Armenia. VimpelCom detiene anche una partecipazione del 49,9% in Euroset, il più grande rivenditore di cellulari in Russia e nella Comunità degli Stati Indipendenti (CSI).
Nel maggio 2010 Vimpel-Communications si è fusa con Kyivstar per formare VimpelCom, il più grande gruppo di operatori di telecomunicazioni nella CSI. Alexander Izosimov, CEO di Vimpel-Communications, è stato nominato presidente.

## All'estero

### Armenia
Il 16 novembre 2006, VimpelCom ha acquisito la quota del 90% di ArmenTel CJSC detenuta dalla Hellenic Telecommunications Organization SA (OTE) per 341,9 milioni di euro. VimpelCom ha inoltre assunto i debiti di ArmenTel per 40 milioni di euro. Il restante 10% della società è detenuto dal governo armeno. Nel 2008 i servizi commerciali di ArmenTel sono stati rinominati Beeline, in linea con le reti esistenti di VimpelCom in altri paesi.

### Australia
Nel novembre 2018 è stato osservato che Beeline possiede un intervallo di 1000 numeri con il prefisso internazionale +61, da +61497906000 a +61497906999. Sfortunatamente, i numeri in questo intervallo sono stati utilizzati per una truffa del supporto tecnico, presentandosi come un help desk di Windows nelle chiamate a freddo verso numeri australiani e neozelandesi.

### Georgia
Beeline è attiva in Georgia.

### Kazakistan
Nel 2004, PJSC VimpelCom, nella sua prima mossa fuori dal territorio russo, ha acquisito l'operatore cellulare kazako KaR-Tel (marchi K-Mobile ed Excess).

### Kirghizistan
Beeline è attiva in Kirghizistan.

### Laos
Nel 2011 Beeline è entrata in Laos come VimpelCom Lao, in sostituzione dell'ex Tigo. La partecipazione del 22% rimane al governo laotiano. I servizi 3G HSPA + sono iniziati nel gennaio 2012. Beeline Laos 4G LTE sarà presto lanciato. Ora è in un periodo di prova.

### Ucraina
Beeline Ukraine (conosciuta come Ukrainian RadioSystems (URS) prima del febbraio 2007) era un operatore di telefonia mobile in Ucraina con 2,22 milioni di abbonati GSM (febbraio 2007). L'azienda operava con il marchio Beeline. Nel 2010 Beeline si è fusa con Kyivstar. Ora tutti gli abbonati di Beeline Ucraina sono diventati abbonati a Kyivstar.
La società è stata fondata nel 1995 e Motorola ha acquisito il 49% della società nel 1996. URS ha ottenuto una licenza GSM-900 nel 1997, ma Motorola ha ritirato l'impresa lo stesso anno a causa di un presunto favoritismo del governo nei confronti di un altro operatore di telefonia mobile. La coreana Daewoo ha acquisito la proprietà, non ha fatto molto per far crescere l'attività e l'ha venduta a un gruppo finanziario ucraino nel 2003. Nel novembre 2005, il 100% della proprietà dell'azienda è stato acquisito dalla russa VimpelCom per 230 milioni di dollari. L'accordo è stato circondato da una controversia che ha coinvolto due dei principali azionisti di VimpelCom: il gruppo russo Alfa e Telenor, un conglomerato di telecomunicazioni norvegese.
A seguito dell'acquisizione da parte di VimpelCom, tutti i servizi dell'azienda sono stati rinominati Beeline, in modo simile alle principali risorse mobili di VimpelCom in Russia. Nel 2010 Beeline Ukraine (URS) è stata fusa con Kyivstar. Ora la società opera solo con il marchio Kyivstar.

### Vietnam
Nel luglio 2009 VimpelCom ha collaborato con una società di telecomunicazioni vietnamita, GTel Telecommunications, per aprire una nuova rete di telefonia mobile in Vietnam chiamata Beeline Vietnam. Tuttavia, nel 2012, dopo tre anni di perdite di affari, Beeline si è ritirata dalla joint venture e dal mercato vietnamita in generale. Gtel Mobile continua a sfruttare la base rimanente in Vietnam con un nuovo marchio, Gmobile.